# Werner Kümmel
Werner Georg Kümmel (Heidelberg, 16 maggio 1905 – Mainz, 9 luglio 1995) è stato un biblista tedesco.
Fu docente di Nuovo Testamento all'Università di Marburgo dal 1952 al 1973.

## Biografia
Figlio del medico specialista di Heidelberg Werner Kümmel e la sua prima moglie Marie, figlia di Heinrich Ulmann. Dal ramo materno, era nipote di Jacob Henle dal lato materno e, dal lato paterno, nipote dell'ingegnere civile Werner Kümmel e dello storico dell'arte Otto Kümmel.
Dal 1923 al 1928 studiò teologia protestante a Heidelberg, Berlino e Marburgo. Si laureò ad Heidelberg con una tesi sul capitolo 7 della Lettera ai Romani, il cui relatore fu Martin Dibelius.
Fu docente in varie università inglesi, a Marburgo dal 1930 al 1932, dove fu assistente di Hans von Soden. Successivamente, dimorò a Zurigo (dal 1932 al 1950), quindi a Magonza per due anni, ed, infine, a Marburgo, dove succedette a Rudolf Bultmann nella cattedra di Nuovo Testamento, della quale rimase titolare fino al '73, anno del suo ritiro dalla vita accademica.
Caraway divenne curatore editoriale degli scritti ebraici di età ellenistico-romana. La monografia Introduction to the New Testament rappresentò un'alternativa accademica rispetto alla visione più tradizionalista di Wilhelm Michaelis e a quella cattolica di Alfred Wikenhauser.
Il tedesco Erich Gräßer, studioso neotestmentario dell'Università di Bonn, fu allievo di Kummel.